# Филип Шпита
Юлиус Аугуст Филип Шпита (на немски: Julius August Philipp Spitta; * 27 декември 1841 в Хилгермисен; † 13 април 1894 в Берлин) е музикален учен и биограф на Йохан Себастиан Бах.
Баща му, Филип Шпита (старши), е теолог и поет. Майка му е Йоанна Мария Хотцен. Големи периоди от кариерата му са свързани с работа върху музикалната история от Ранното средновековие.

## Творби
- Йохан Себастиан Бах, Биография, Лайпциг 1873–79, 2 тома. (по-късно и английски, Лондон 1884)
- За Й. С. Бах, Лайпциг, 1879
- Едно описание на Роберт Шуман, Лайпциг, 1882
- За Музиката (Берлин, 1892) – 16 есета